# Громадянська війна в Речі Посполитій (1764)

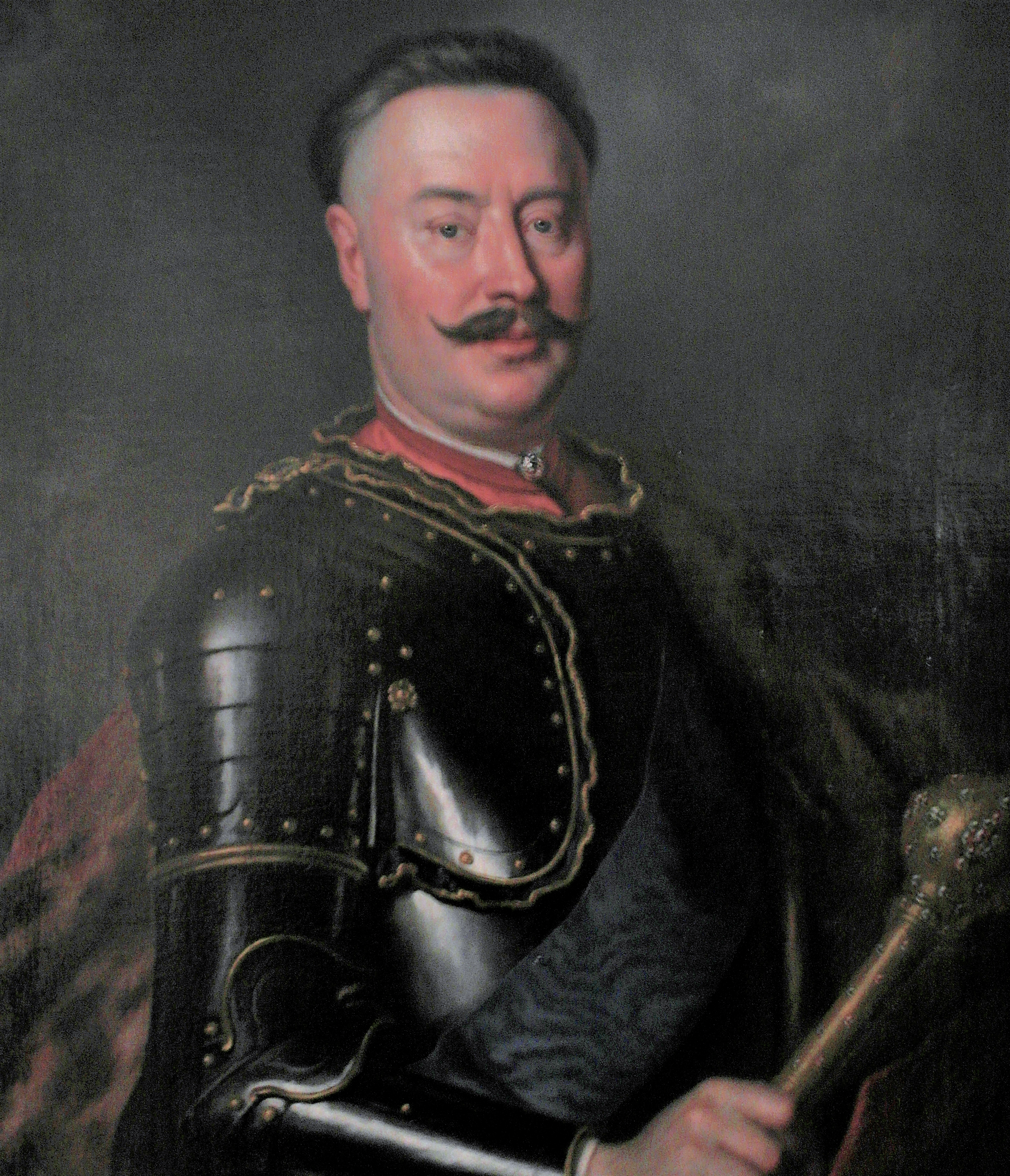
Ян Клеменс Браницький, портрет Августина Міриса, лідер гетьманського табору, суперник Понятовського за польську корону.

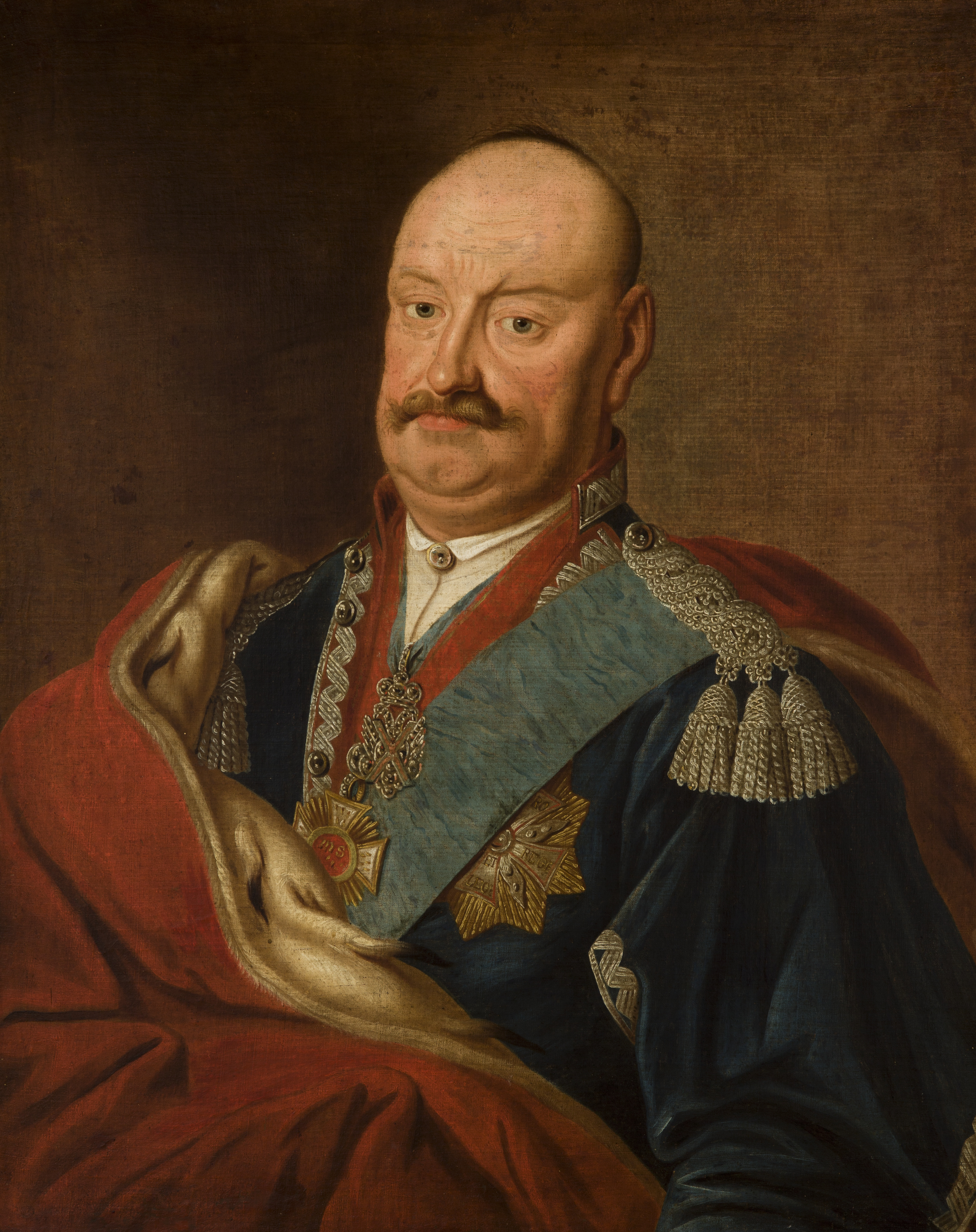
Кароль Станіслав Радзивілл, Пане Коханцю, один із керівників гетьманського табору.

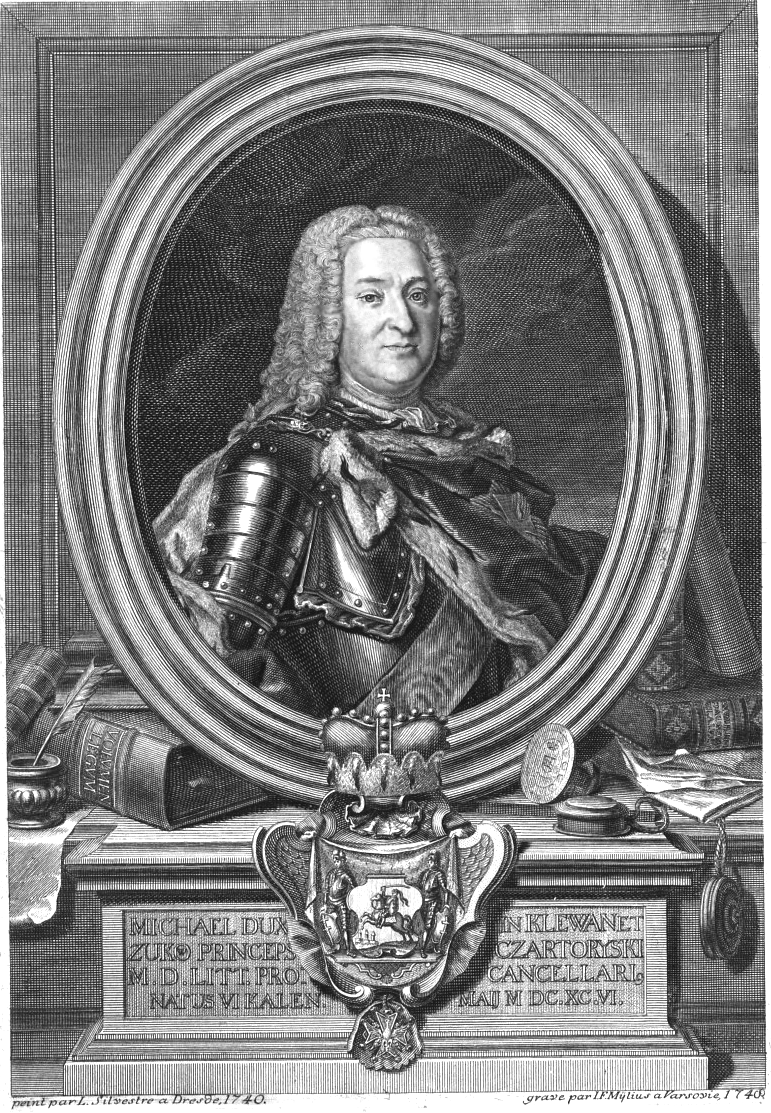
Міхал Фридерик Чарторийський, один із лідерів Фамілії

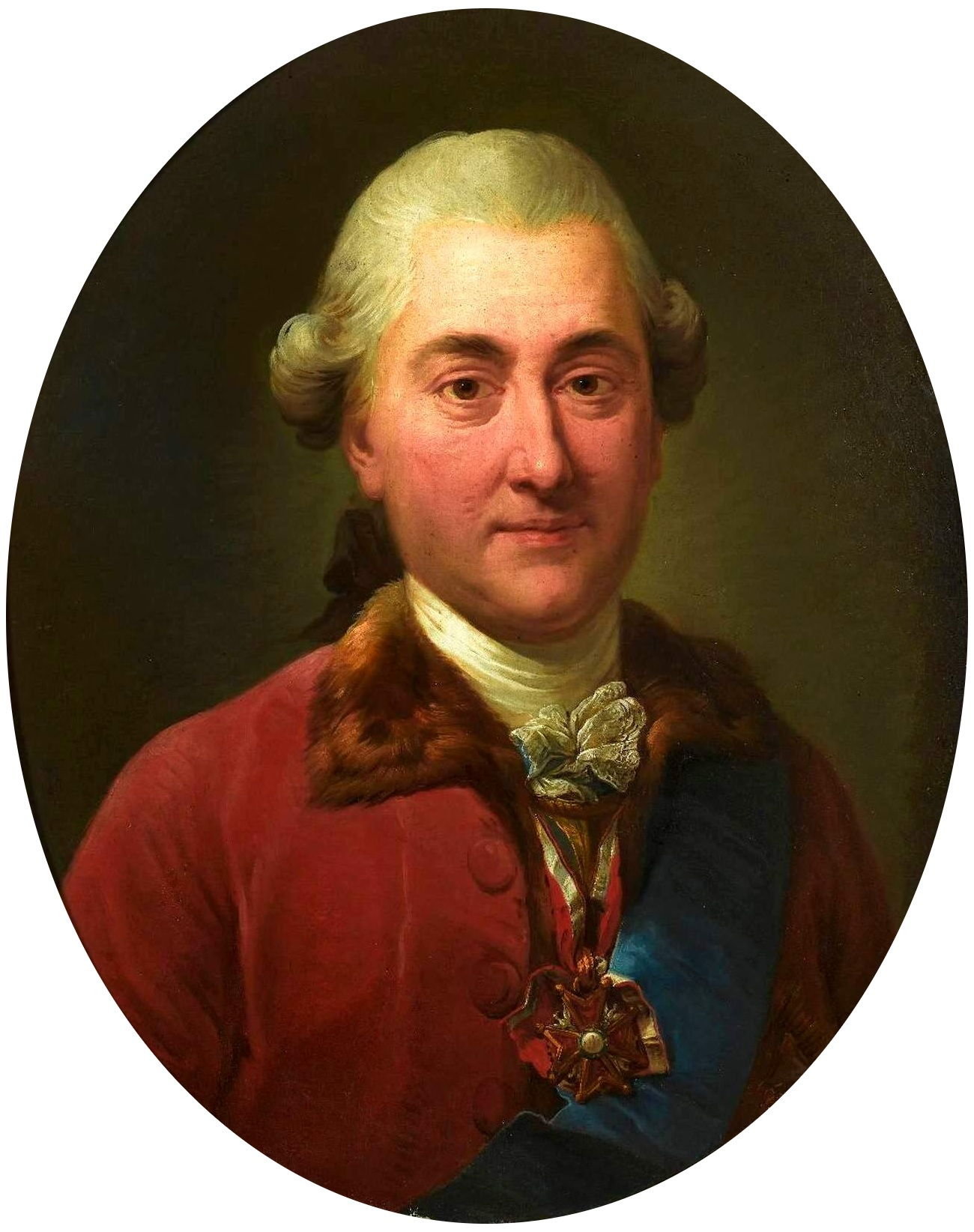
Казимир Понятовський, член Фамілії, переслідував частини гетьманської партії.

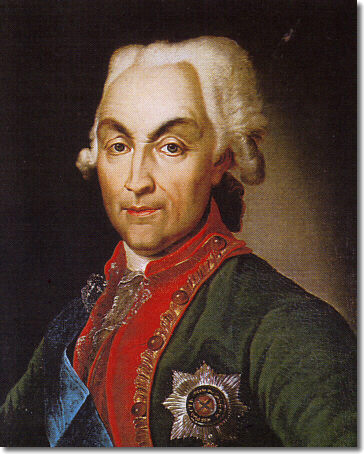
Миколай Рєпнін, російський посланник у Речі Посполитій, провів вибори Станіслава Августа Понятовського.

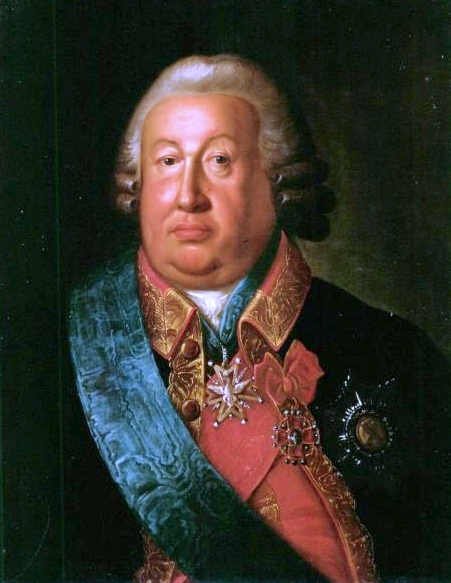
Михайло Волконський, командувач російського армійського корпусу в Литві, який захищав конфедерацію прихильників Фамілії, пізніше вибори у Варшаві

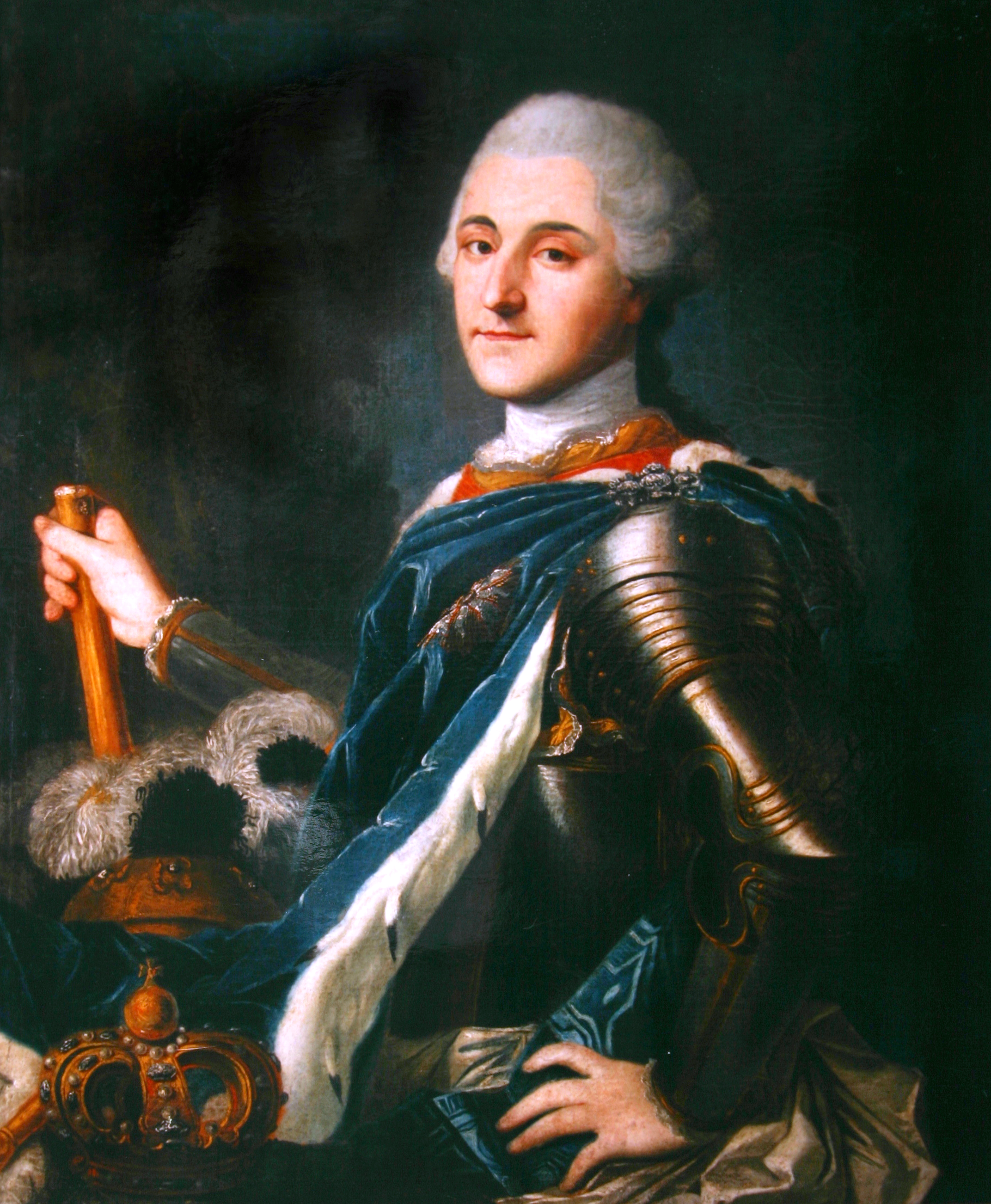
Коронаційний портрет Станіслава Августа Понятовського

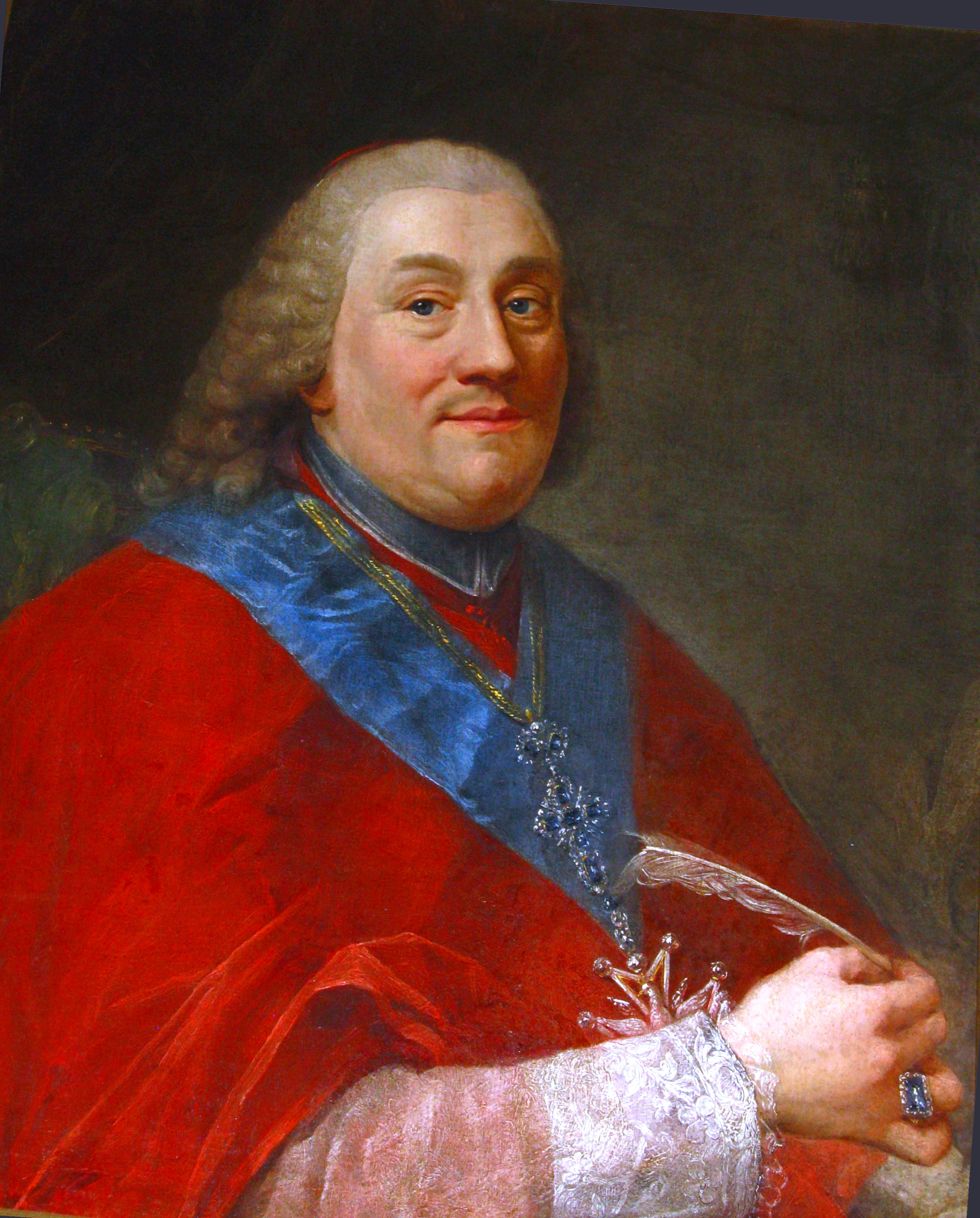
Примас Польщі Владислав Лубєнський відіграв ключову роль під час виборів і визнав імператорський титул володарів Росії, який Річ Посполита не визнавала з 1721 року.

Громадянська війна в Речі Посполитій у 1764 році — зіткнення між старореспубліканською (гетьманською) партією та підтримуваним Російською імперією табором «Фамілією» під час міжкоролів'я в Речі Посполитій після смерті Августа III Саксонського, що передувало обранню Станіслава Августа Понятовського на престол 1764 року.

## Генезис та міжнародний контекст
Семирічна війна, що закінчилася 1763 року, і вступ на російський престол Катерини II в результаті палацового перевороту призвели до російсько- прусського зближення в рамках т. зв. північна система. Ще за життя Августа III, у 1763 році, партія Чарторийських готувала державний переворот, щоб створити конфедерацію, яка за допомогою Росії дозволила б їм реформувати державу. 20 липня 1763 року Микола Іванович Салтиков на чолі 4 полків російських військ вступив у кордони Речі Посполитої. 26 липня Катерина II видала декларацію, в якій обґрунтувала цей крок відсутністю компенсації за образу, заподіяну їй чотирма коронними міністрами, невизнанням Августом III нового саксонського князя Курляндії, встановленого росіянами, відсутність протидії порушенню прав Речі Посполитої, звільнення з посад і переслідування прибічників Росії. Були розпущені сеймики: Плоцький, Равський, Хелмінський, Чернігівський, Подільський, Руський і Великопольський. На загальних руських зборах у Содовій Вишні побилися представники обох партій і було поранено кілька десятків людей.
Після смерті Августа III 5 жовтня 1763 року 17 жовтня дипломатичні представники Росії в Речі Посполитій Герман Карл фон Кейзерлінг і Микола Рєпнін отримали від Катерини II нові вказівки, які рекомендували підтримати литовського прихвостня Станіслава Понятовського на польську корону. Таємна спеціальна стаття російсько-прусської конвенції від 11 квітня 1764 р. передбачала, що Пруссія надасть військову допомогу Росії в тому випадку, якщо будь-яка європейська держава підтримає противника Понятовського зброєю в руках.
На аудієнції у примаса Владислава Лубєнського Рєпнін і Кейзерлінг від імені імператриці Росії та Йоганн Карл Фрідріх цу Шенайх-Каролат від імені короля Пруссії рекомендували на польську корону кандидатуру Станіслава Понятовського.
Австрійський посланник у Варшаві Флорімон-Клод Мерсі-Аржанто запропонував папському нунцію Антоніо Ойгену Вісконті, щоб Рим на прохання опозиції затвердив буллу Сікста V 1589 року, позбавляючи примаса права оголошувати обрання нового короля, якщо обрання не дотримало принципів Речі Посполитої.
Дізнавшись про міжкоролів'я, росіяни перекинули 30-тисячний корпус своїх військ у район Курляндії та Смоленська. Під час польського міжкоролів'я Росія мобілізувала 100 тис. вояків.

## Гетьманська партія
Старореспубліканський (гетьманський) табір на чолі з великим гетьманом коронним Яном Клеменсом Браницьким прагнув зберегти всі вольності та колишній політичний устрій республіки, розраховував на підтримку т. зв. південних країн (Австрія та Франція). Гетьманська партія підтримала на корону сина Августа III Саксонського, курфюрста Саксонського Фрідріха Кристіана Веттіна, а після його смерті 17 грудня 1763 р. підтримала вільні вибори, не виключаючи жодного кандидата на престол. Визначними членами партії були: віленський воєвода Кароль Станіслав Радзивілл «Пан Коханку», київський воєвода Францішек Салезій Потоцький, великий маршалок коронний Францішек Бєлінський, надвірний маршалок коронний Єжи Август Мнішек, надвірний маршалок литовський Юзеф Паулін Санґушко., польний гетьман коронний Вацлав Петро Ржевуський, воєвода познанський Антоній Барнаба Яблоновський, воєвода каліський Ігнацій Твардовський, воєвода бережько-куявський Антоній Юзеф Домбський, воєвода волинський Юзеф Кантій Оссолінський, воєвода люблінський Антоні Любомирський.

## Партія Фамілії
Проплачена і підтримувана росіянами партія «Фамілія» на чолі з великим канцлером литовським Міхалом Фридериком Чарторийським була готова змінити політичний устрій Речі Посполитої шляхом державного перевороту. Визначними членами Фамілії в період, про який йдеться, були: руський воєвода Август Олександр Чарторийський, генерал подільських земель Адам Казимир Чарторийський, камергер коронний Казімеж Понятовський, австрійський генерал Анджей Понятовський, Міхал Єжи Понятовський, Станіслав Понятовський, Міхал Казимир Огінський, Великий Гетьман Литовський Міхал Юзеф Массальський, Віленський єпископ Ігнацій Якуб Массальський, Поморський Воєвода Павел Міхал Мостовський, Великий Скарбник Литовський Єжи Детлофф Флеммінг, Іновроцлавський воєвода Анджей Гієронім Замойський, Стражник великий коронний Станіслав Любомирський, біскуп Плоцький Єронім Антоній Шептицький та єпископ Куявський Антоній Казімеж Островський.

## Сеймики 1764 року
Кейзерлінгу та родині Чарторийських вдалося переконати примаса Інтеррексу Владислава Лубенського відкласти скликання сеймиків і конвокаційного сейму, що завадило гетьманській стороні використати перевагу (4/5 шляхти), яку мала гетьманська партія одразу після смерті Августа ІІІ Саксонського.
Під час міжкоролів'я 1764 р. великий гетьман литовський Міхал Юзеф Массальський за 40 тис. рублів без протесту впустив в країну російські війська.
У лютому 1764 року Чарторийські вимагали підсилити російські війська в Речі Посполитій підрозділом у 2 тис. піхоти, який був перегрупований до Мендзижеця та Константинова. Лютневі вибори на передскликових зборах у Короні не дали жодній партії переваги. Обидва табори видали маніфести, і збори розділилися: на Волині, у Брацлавському, у Куявському та у Великопольському воєводствах, де обидві сторони окремо обирали каптурних суддів і депутатів. На волинських зборах відбулися збройні сутички. У Литві перемогли прихильники Фамілії. Деякі литовські збори, де відбувалися збройні сутички, також обирали подвійну кількість депутатів і суддів. Обурений Кароль Станіслав Радзивілл, незважаючи на погрозу прокляття від віленського єпископа Ігнація Массальського, зґвалтував людей віленських суддів у капюшонах.
Обидві сторони намагалися компенсувати свої втрати на прусських генеральних зборах у Ґрудзендзі, де було обрано необмежену кількість депутатів. Збори відбулися в присутності бл. 2000 вояків частини російського генерала Хомутова, які залишилися в Речі Посполитій з часів Семирічної війни під виглядом охорони складів у Ґрудзьондзі та Свєнці. Збори, оточені російськими солдатами, які підтримували Анджея Понятовського, не відбулися. У присутності підрозділу коронного війська та надвірної міліції Кароля Станіслава Радзивіла «Пана Коханку» та Францішека Салезія Потоцького відбулися сутички між виборцями та підрозділом російської армії Хотумова. Цей підрозділ прибув до Варшави, результатом чого став маніфест протесту гетьманської партії та повторний маніфест Фамілії.

## Вступ російських військ і Литовської конфедерації
У цій ситуації російський двір видав рекомендацію своїм дипломатичним представникам за кордоном попередити владу про необхідність введення російських військ на територію Речі Посполитої для збереження порядку. Росіяни погодилися на утворення прихильниками Фамілії конфедерації. 16 квітня великий литовський конний Міхал Бжостовський заснував конфедерацію Великого князівства Литовського в дусі Фамілії. Для її підтримки до кордонів Речі Посполитої без згоди її влади увійшли колони російських військ чисельністю 7-8 тис. вояків. Один на чолі з Михайлом Волконським прямував на Мінськ, інший на чолі з Михайлом Дашковим прямував на Гродно. Формування Волконського отримало наказ йти на Варшаву. Російські війська допомогли Фамілії заснувати конфедерацію, часто змушуючи шляхту приєднуватися до неї. Конфедерація подала до суду на Кароля Станіслава Радзивіла, пана Коханека, за ґвалт Массальського. Міліція Радзивіла спустошила палац скарбника Єжи Детлоффа Флеммінга в Тересполі, спалила місто і захопила варту. У відповідь прихильники Флеммінга та росіяни спалили Бялу Радзивіллув.
Щоб підтримати створення загальної конфедерації в Короні, родина Чарторийських вимагала надіслати російське підкріплення.
На сенатській раді у Варшаві гетьман Ян Клеменс Браницький і група сенаторів безуспішно вимагали від підкупленого росіянами примаса Владислава Олександра Лубєнського відкласти конвокаційний сейм через присутність іноземних військ, подвійне обрання депутатів і і нездатність прусських генеральних зборів скликати загальні збори, і щоб він скликав посполите рушення. Гетьманська партія надіслала протест до європейських судів проти вступу росіян на територію Республіки. Зі свого боку, Фамілія надіслала Катерині ІІ смиренного листа, в якому засуджувала виступ гетьманської партії та висловлювала глибоку вдячність за введення російських військ. 20 квітня 1764 року 26 магнатів підписали подячну грамоту Катерині II за введення російських військ. Серед них: Август Олександр Чарторийський, Міхал Фридерик Чарторийський, Станіслав Костка Чорторийський, Адам Казимир Чарторийський, Юзеф Клеменс Чорторийський, Станіслав Антоній Понятовський. У відповідь Катерина ІІ заявила іноземним посланцям у Петербурзі, що вона змушена підтримати конфедератів, які створили союз на захист вольностей і вольностей, яким загрожували та порушували ґвалт Кароля Станіслава Радзивіла «Пане Коханцю».

## Розгін скликання
Для конвокації у Варшаві Радзивіл та Францішек Салезій Потоцький привели свої війська бл. 7 000 осіб, а Чарторийські 4 000 свого придворного ополчення, яке також складалося з вояків, які отримували гроші російської імператриці. Сили обох сторін були більш-менш зрівноважені. Російське військо стояло в Солці та Уяздуві і привезло до столиці гармати. 7 травня 1764 року російські солдати з військ Фамілії зайняли Королівський замок, де мав відбутися конвокаційний сейм, а також вулиці, що вели до нього та Краківське передмістя. Вони були присутні біля входу в зал засідань і навіть зайняли місця для присутніх.
Учасниками конвокаційного сейму були лише прихильники Фамілії, оскільки 7 травня 1764 р. прихильники гетьманської партії, бажаючи запобігти кровопролиттю після видання маніфесту, відступили від Варшави. Генерал Анджей Мокроновський повідомив залу про протест 22 сенаторів і 46 депутатів проти порушення міжнародного права, поданий у міських записах у Варшаві, а маршал старого штабу Адам Леон Малаховський виніс його на знак протесту, який він підніме тільки після виведення з країни іноземних військ. Великий маршалок коронний Францішек Бєлінський відмовився охороняти сейм, за що сейм спеціальною ухвалою відібрав у нього командування маршальською хоругвою. Конвокація продовжувала свої міркування, визнаючи, що конвокаційні сеймики є конфедеративними сеймиками і як такі не можуть бути розігнані. Сейм провів реформи, змінивши устрій Речі Посполитої.

## Боротьба
Фамілія відібрала командування армією у Яна Браницького і довірила його Августу Чарторийському. Загін Яна Браницького чисельністю 3000 осіб відійшов до Самбора, переслідуваний загоном із 1500 російської кінноти та 1000 вояків фамілії на чолі з коронним камергером Казимиром Понятовським і Францішеком Ксаверієм Браницьким. Сторони зіткнулися в кількох сутичках. Відмовившись від наступальних дій і позбавившись допомоги київського воєводи Францішека Салезія Потоцького, який боявся за свої українські володіння, Ян Клеменс Браницький 23 червня 1764 року відійшов до Угорщини, довіривши командування коронним військом польному гетьману Вацлаву Жевуському.
2 червня Фамілія послала 1000 російських вояків на захоплення Несвіжа, але там 300 радзівілівських вояків чинили їм шалений опір. На допомогу Несвіжу вирушив командувач радзивіллівськими військамигенерал Тричаський із 6 тис. осіб. Підрозділ російських військ Йоганна Дітріха фон Ренненкампфа за підтримки фамілійських партизанів захопив Несвіж. 26 червня Радзвіл зіткнувся з бл. 1500—2000 російських вояків у битві під Слонімом, але, позбавлений допомоги Францішека Салезія Потоцького та під загрозою оточення військами Фамілії, він відійшов до кордону з Молдовою і, переправившись через Дністер, сховався під захистом османів у Сороках, згодом від'їхав до Дрездена.
7 червня 1764 р. французький посол Антуан-Рене де Вуайєр де Польмі, маркіз д'Аржансон, повідомив примасу, що через поділ, який стався в Речі Посполитій, він повертається до Франції.

## Створення Коронної конфедерації
Останнє засідання сейму відбулося 23 червня. Наприкінці сесії Сейм створив Загальну коронну конфедерацію, призначивши маршалом Адама Казимира Чарторийського. За підтримки російських військ прихильники Фамілії вчинили багато безкарних ґвалтів своїх опонентів, силоміць змушуючи тих, хто не бажав приєднуватися до конфедерації, заявляючи, що шляхтичі, які не приєднаються, будуть позбавлені права голосу під час виборів. Контрконфедерації, що виникали подекуди, були придушені в зародку російськими військами та партизанами Фамілії. Конфедерацію Потоцького, яка мала намір покарати свого родича Ігнація Потоцького за підтримку Конвокації, було ліквідовано.
Литовська конфедерація позбавив Радзивілла «Пане Коханцю» сану, секвеструвала його маєтки, відібрав у нього Віленське воєводство і за наказом Катерини II віддав його литовському польовому письменнику Міхалу Казимиру Огінському. Обидві конфедерації переслідували прихильників гетьманської партії в судах, часто засуджуючи їх і виконуючи смертну кару. 15 вересня обидві конфедерації об'єдналися.

## Обрання і коронація
7 серпня Пруссія і Росія видали декларацію, в якій рекомендували обрати литовським секретарем Станіслава Понятовського. 27 серпня розпочався виборчий сейм. Російські війська були відведені на 3 милі від столиці, а порядок у місті підтримували кілька тисяч солдатів Чарторийських за платню російської імператриці. Ненависного більшістю шляхти Станіслава Августа Понятовського королем Польщі обрали лише 5584 виборщики. Почувши про вибори, багато лідерів опозиції подали свої маніфести.
Станіслава Августа коронували у Варшаві в день іменин Катерини II, 25 листопада, а 3 грудня розпочався коронаційний сейм.